# Neosybra sinuicosta
Neosybra sinuicosta là một loài bọ cánh cứng trong họ Cerambycidae.